# Paul Seidel
Paul Seidel (Florença, 1970) é um matemático suiço-italiano.
É professor do Instituto de Tecnologia de Massachusetts. Foi membro da faculdade de matemática da Universidade de Chicago. Em 2010 recebeu o Prêmio Oswald Veblen de Geometria, "por suas contribuições fundamentais à geometria simplética e, em particular, por seu desenvolvimento de métodos algébricos avançados para a computação de invariantes simpléticos."
Seidel frequentou a Universidade de Heidelberg, onde graduou-se em 1994 sob a supervisão de Albrecht Dold. Obteve um Ph.D. em 1998 na Universidade de Oxford, orientado por Simon Donaldson, com a tese Floer Homology and the symplectic isotopy problem.
Em 2012 tornou-se fellow da American Mathematical Society.

## Publicações
- Fukaya Categories and Picard-Lefschetz Theory, European Mathematical Society, 2008[3]